# Richard Williamson
Richard Nelson Williamson (ur. 8 marca 1940 w Londynie, zm. 29 stycznia 2025) – ekskomunikowany biskup katolicki, były członek Bractwa Świętego Piusa X, z wykształcenia literaturoznawca, konwertyta z anglikanizmu. Antysemita oraz negacjonista Holocaustu.

## Życiorys
Wyświęcony na biskupa w 1988 przez abp. Marcela Lefebvre’a bez zgody Stolicy Apostolskiej, został w tym samym roku przez papieża uznany za ekskomunikowanego. Biskup Williamson od początku kwestionował ważność ekskomuniki. 21 stycznia 2009 roku została ona formalnie zniesiona przez papieża Benedykta XVI, jednak pozostał suspendowany. 24 października 2012 roku biskup Richard Williamson został wykluczony z Bractwa Kapłańskiego św. Piusa X. Dnia 19 marca 2015 roku bez zgody Stolicy Apostolskiej wyświęcił na biskupa Jeana-Michela Faure’a, przez co ponownie zaciągnął na siebie ekskomunikę. 15 sierpnia 2022 konsekrował na biskupa polskiego tradycjonalistę Michała Stobnickiego.
24 stycznia 2025 trafił do szpitala z powodu wylewu krwi do mózgu. Zmarł 29 stycznia 2025, został pochowany 26 lutego 2025, na cmentarzu przykościelnym kościoła St. Augustine’s Church w Ramsgate.

## Poglądy
Richard Williamson, znany z bezkompromisowości, postrzegany jest jako główny przeciwnik zbliżenia Bractwa z Rzymem. Uważany jest również za negacjonistę i antysemitę – znacząco zaniżał on liczbę ofiar Holokaustu (do ogółem 200–300 tys.), twierdząc m.in. iż w obozach koncentracyjnych nie było komór gazowych. Tezy rewizjonistyczne były powodem sprzeciwu środowisk żydowskich wobec zdjęcia ekskomuniki z biskupa. Za negowanie Holokaustu został skazany na grzywnę w wysokości 10 tys. euro.